# Mimuna
Mimuna (en hebreo: מימונה, en árabe ميمونة) es una fiesta judía de origen marroquí que empieza en la noche del último día de Pésaj.

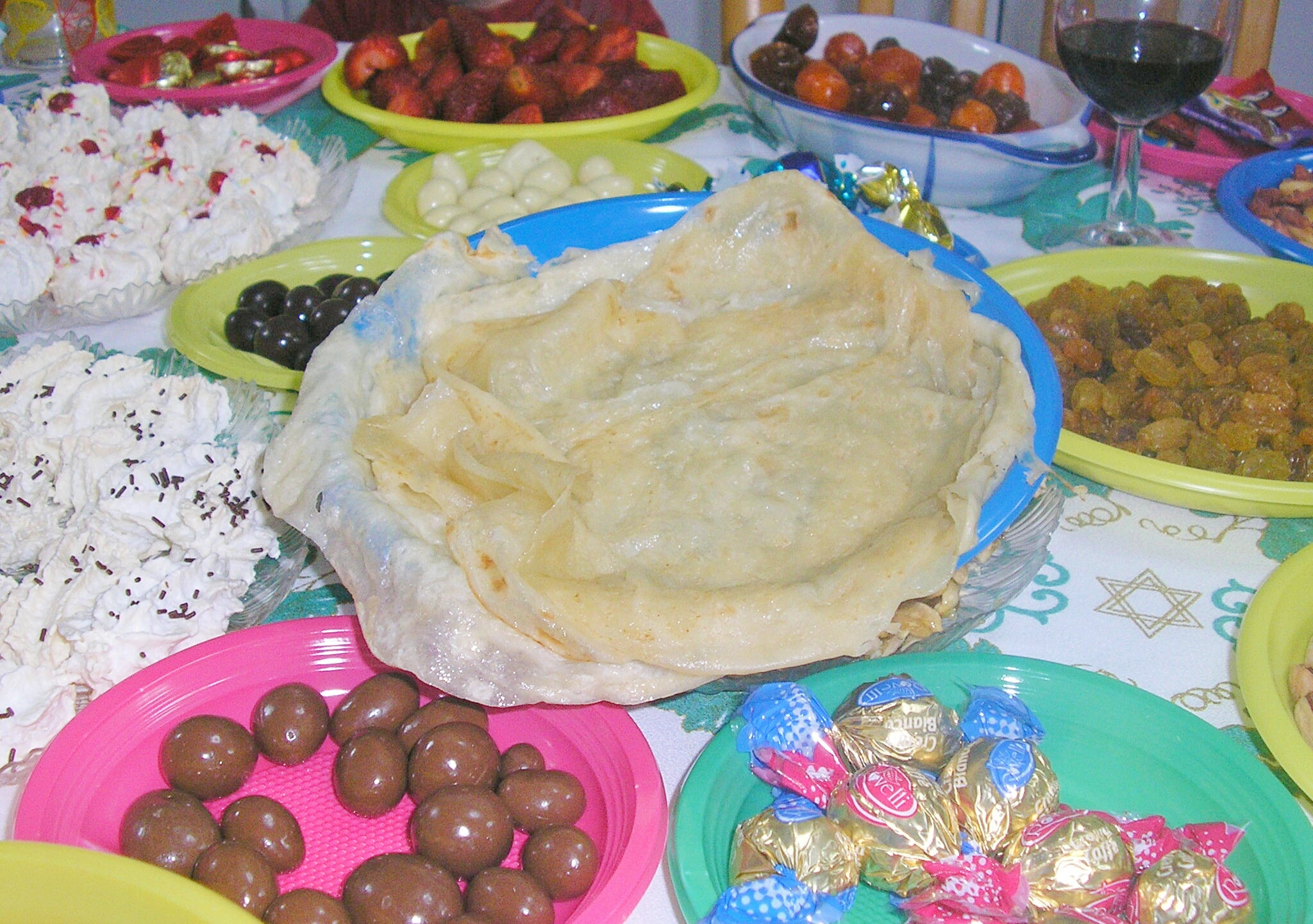
comida típica que se come durante la celebración del mimuma

La Mimuna marca el fin de la prohibición de comer jamets, como el pan y otros productos que contienen masa fermentada, prohibidos durante toda la semana de Pésaj. En la Mimuna la costumbre es comer dulces y pastas rellenas, y festejar hasta la madrugada, pasando de casa en casa visitando a la familia y a los amigos. El origen de la fiesta es discutido, pero posiblemente tiene que ver con el nombre Maimon, padre de Maimonides, el gran filósofo judío español que murió en la fecha de la Mimuna. Otra teoría es que el origen de la palabra deriva del árabe, "mimun", que significa "suerte". Además también marca el inicio de la primavera, de manera parecida a la fiesta persa-turcomana del Navruz y a la fiesta bereber de Yennayer.
En Israel la Mimuna se ha popularizado, no sólo entre los judíos marroquíes, sino también entre los judíos mizrahim. Muchos políticos salen a los parques el día de la fiesta para festejar con el público.